# Boûkète
Un boûkète (proveniente del idioma valón; también escrito bouquette en francés) es un tipo de panqueque belga hecho con harina de trigo sarraceno, frito en manteca y adornado con pasas. Los boûkètes se pueden comer calientes o fríos, adornados con azúcar morena local conocida como cassonade, o con sirope de Lieja. 
El nombre deriva de la palabra holandesa boekweit (en español: trigo sarraceno) y está atestiguada con ese significado a principios del siglo XVII, antes de usarse para referirse al panqueque en sí, uso que fue registrado por primera vez en 1743. 
Los bouquettes o boquettes se introdujeron por primera vez en la ciudad de Lieja en el siglo XVIII, importadas por la corte de los príncipes obispos del condado de Loon y el distrito alrededor de Tongeren en Flandes. A finales del siglo XIX, estos panqueques se habían convertido en una especialidad de Lieja. 
Los boûkètes se comen tradicionalmente acompañados de vino caliente durante la temporada navideña, y también son honrados en el festival de la "República Libre de Outre-Meuse" que se celebra en Lieja los 15 de agosto de cada año.